# Terra Adelia
La Terra Adelia (conosciuta anche come costa di Adelia) è un territorio Antartico rivendicato dalla Francia (Terre Adélie): nel territorio si trova attualmente il Polo Sud Magnetico. Il territorio non si sovrappone con le rivendicazioni di altre nazioni e come tale è riconosciuto da Australia, Nuova Zelanda, Norvegia e Regno Unito che reciprocamente riconoscono le rivendicazioni che non si sovrappongono.

## Geografia
Scoperta nel 1837 dall'esploratore francese Jules Dumont d'Urville si estende tra il punto Pourquoi Pas a 66°12′S 136°11′E e punto Alden a 66°48′S 142°02′E, con una lunghezza costiera pari a 350 km sul Mar d'Urville ed una estensione verso l'interno di circa 2.600 km sino al Polo Sud. È uno dei cinque distretti delle Terre Australi e Antartiche Francesi (TAAF). La superficie complessiva, quasi totalmente coperta dai ghiacci, è stimata intorno ai 432.000 km². Ospita la base Dumont d'Urville.
La Terra Adelia confina ad est con la Costa di Clarie (una parte della Terra di Wilkes) ed a ovest con la Terra di Re Giorgio V. Entrambe le regioni fanno parte del Territorio Antartico Australiano.
Da segnalare il fatto che alcuni paesi, come il Regno Unito, considerano la Terra Adelia come una semplice costa della Terra di Wilkes e non come regione antartica a sé stante, chiamandola, appunto, "costa di Adelia".

## Clima
Il clima è caratterizzato da temperature estremamente basse e da venti particolarmente violenti. Le temperature medie a Dumont d'Urville, sul livello del mare oscillano in media tra −1 e +7 °C nei periodi estivi (gennaio e febbraio) e tra −15 e −20 °C durante l'inverno (luglio e agosto).
Ad esclusione del mese di marzo, il mare è sempre ricoperto da uno strato di ghiaccio che si inspessisce sino a raggiungere i due metri alla fine dell'inverno australe rendendo impossibile la navigazione. Durante il periodo estivo il ghiaccio si spezza e gli iceberg vanno alla deriva.

## Patrimonio biologico
La Terra di Adelia possiede una notevole biodiversità. A causa della sua posizione geografica e dal clima rigido il patrimonio biologico dell'Antartide risulta essere pressoché intatto, per questo la Convenzione di Rio del 1992 che prevede di obblighi di «preservare la diversità biologica per soddisfare i bisogni e le aspirazioni delle generazioni future» trova una massima applicazione proprio in territorio antartico.
Se nessun mammifero terrestre abita stabilmente questi luoghi, gli uccelli, in particolare i pinguini, sono ben rappresentati: in particolare il pinguino imperatore e il pinguino di Adelia.

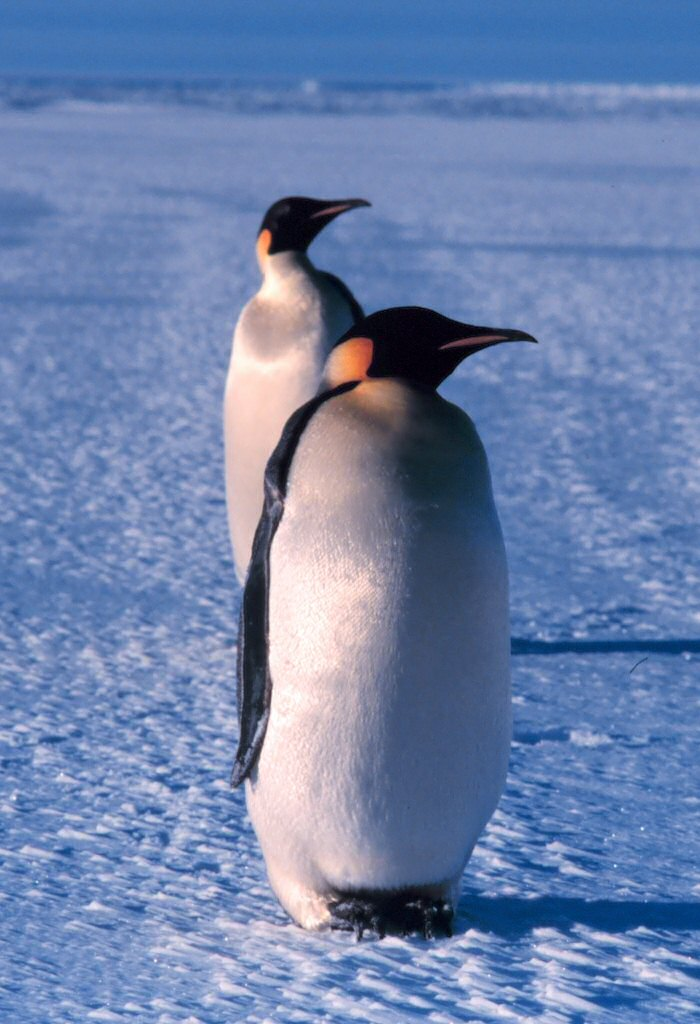
Pinguino imperatore
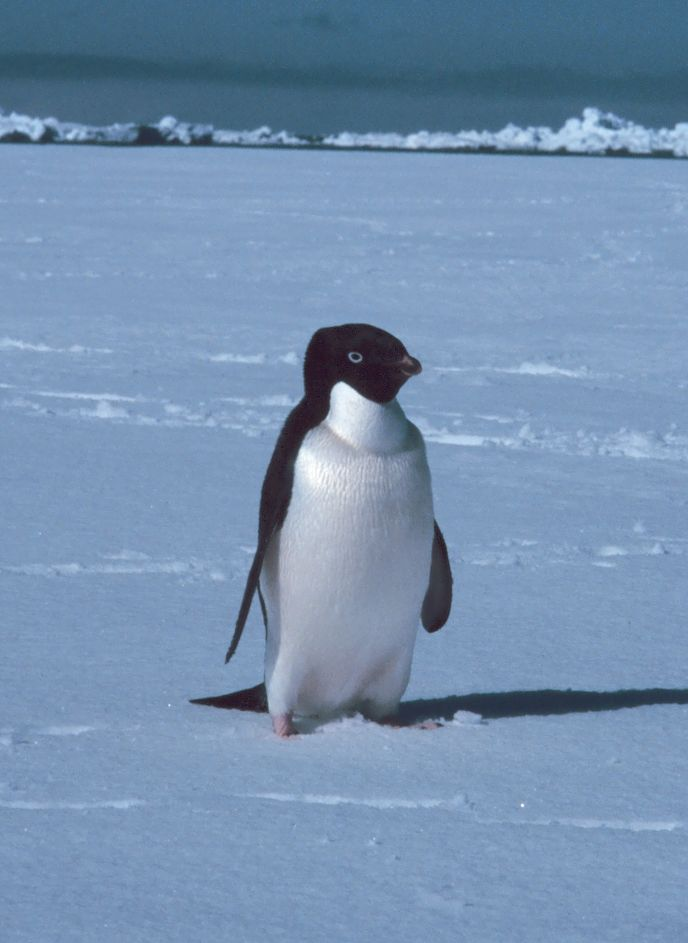
Pinguino di Adelia
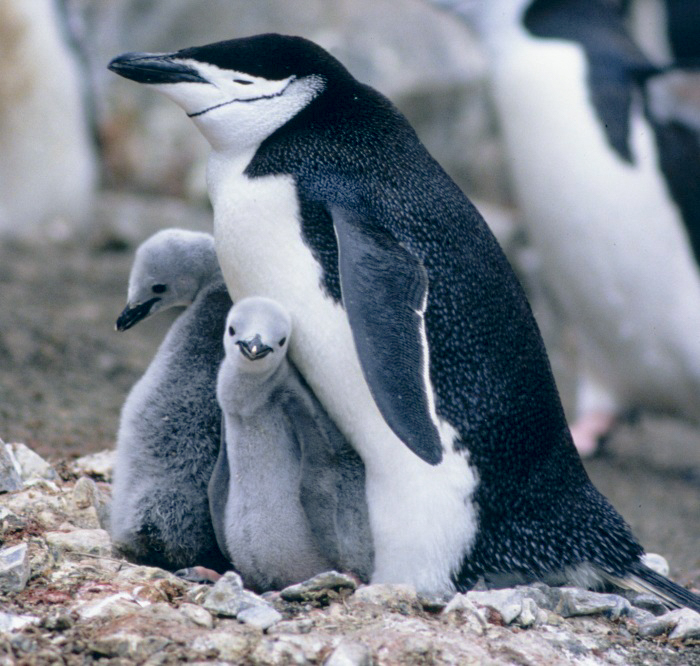
Pinguino antartico
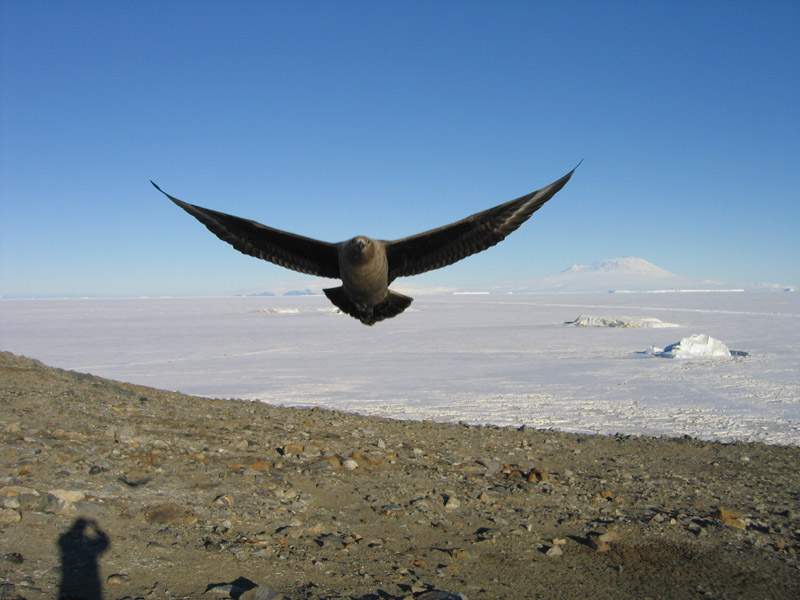
Catharacta antarctica
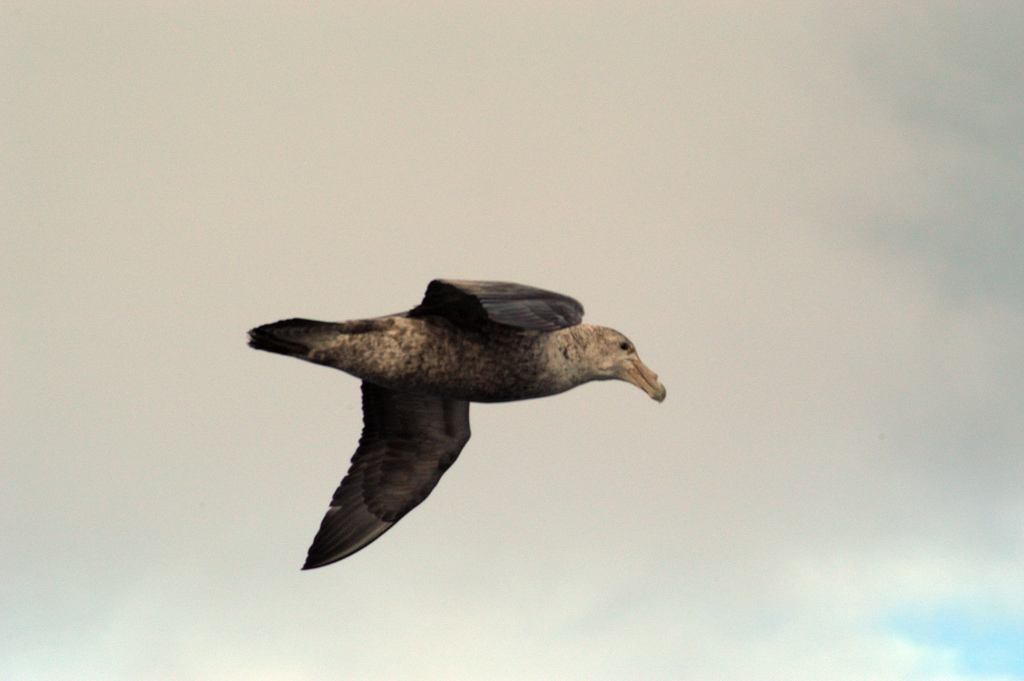
Giant petrels
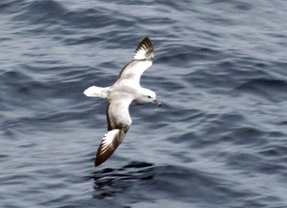
Fulmar antartico
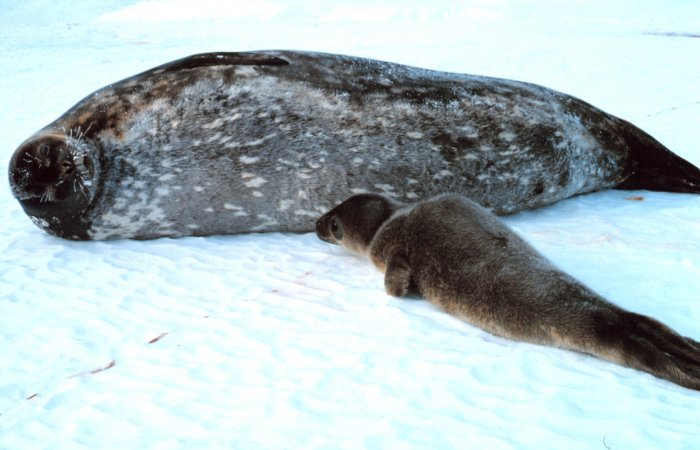
Foca di Weddell
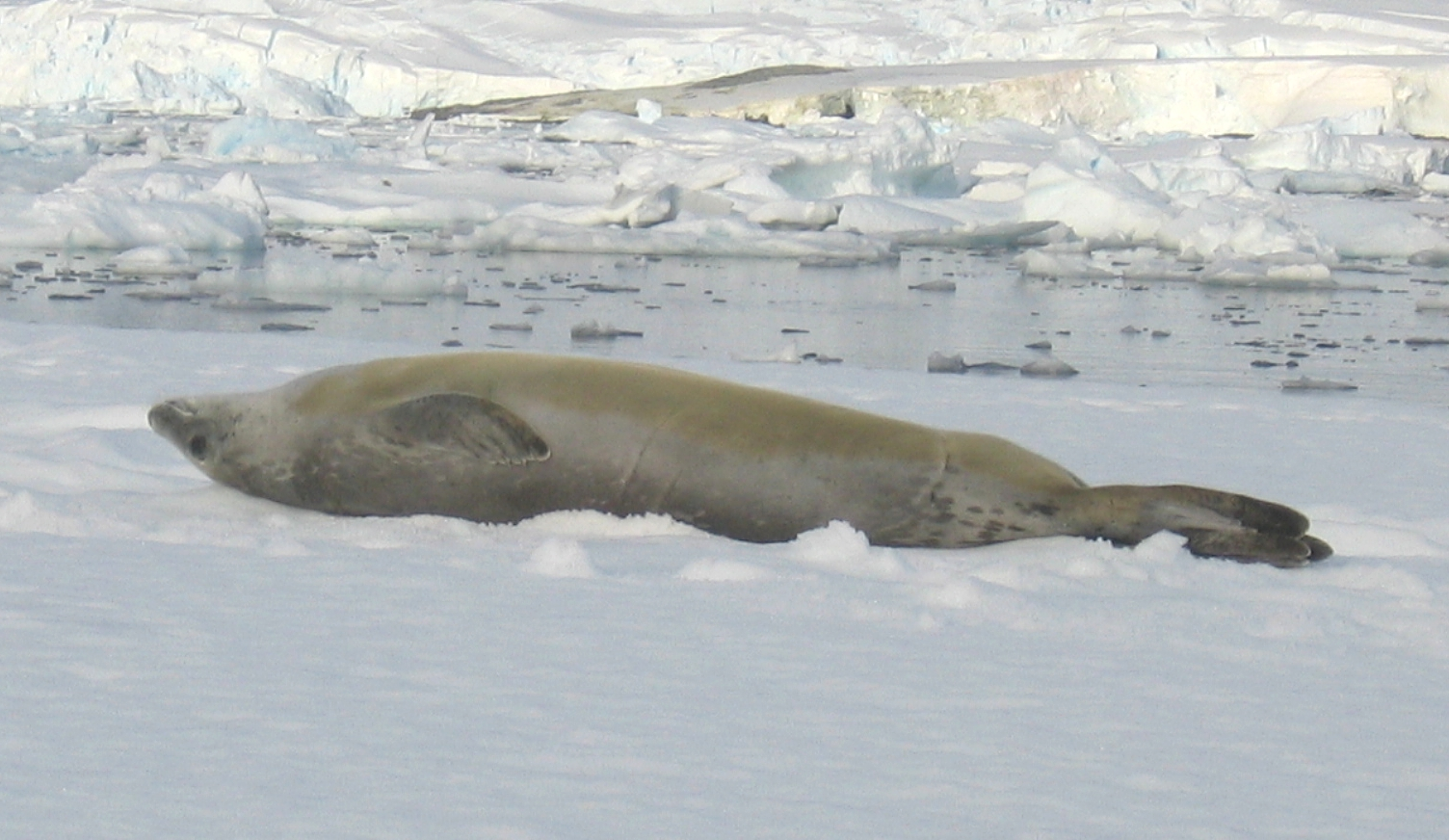
Foca Cancrivora
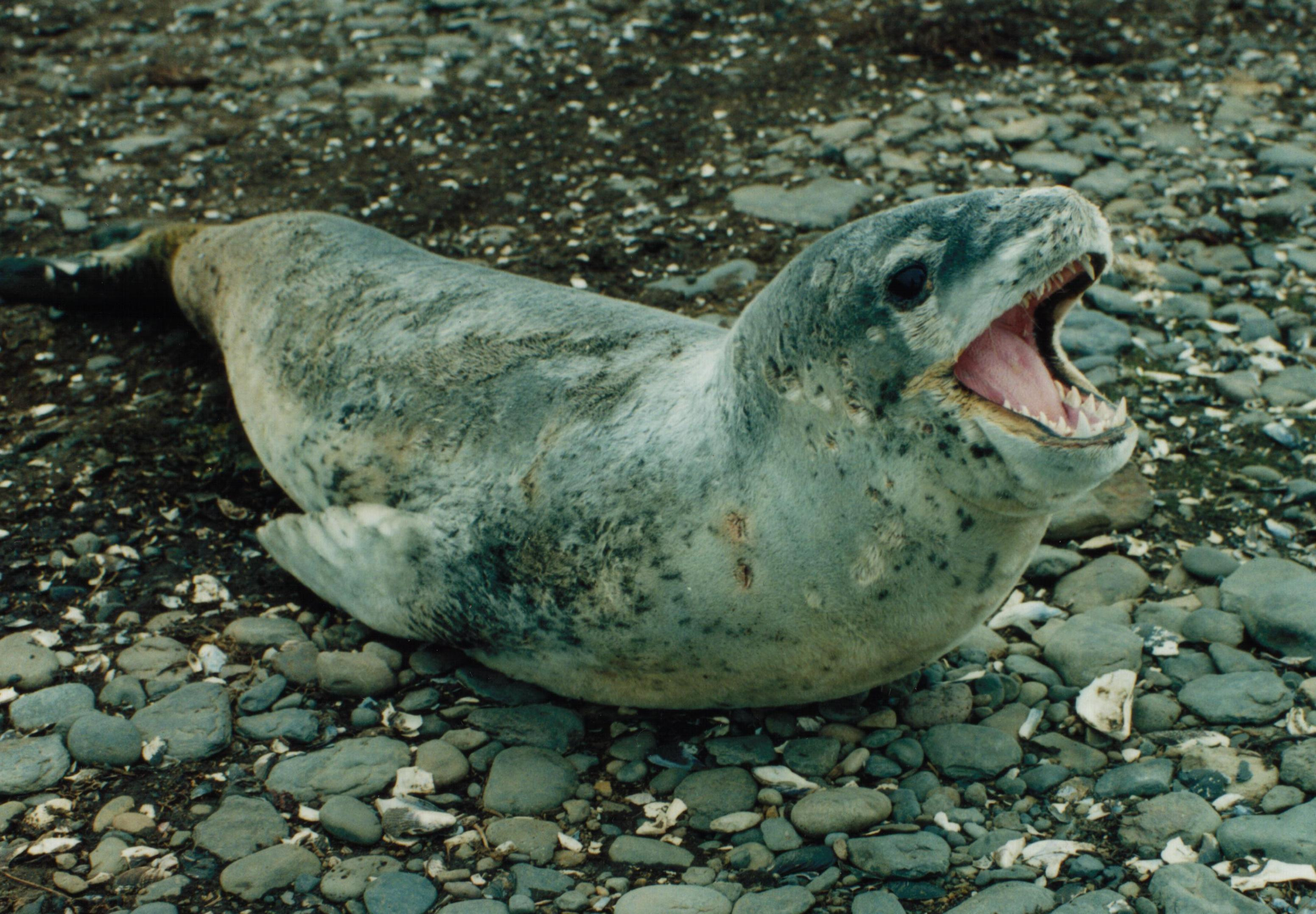
Foca leopardo
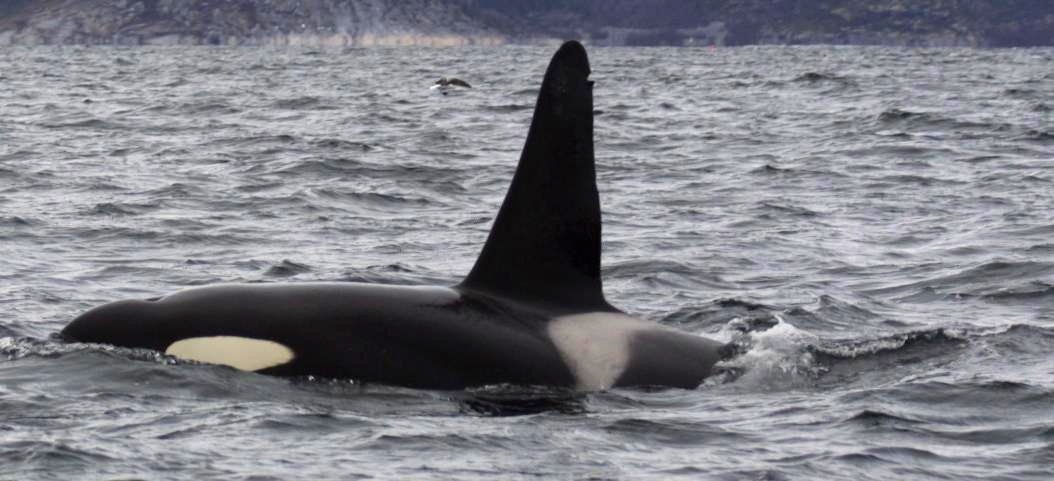
Orca

## Storia

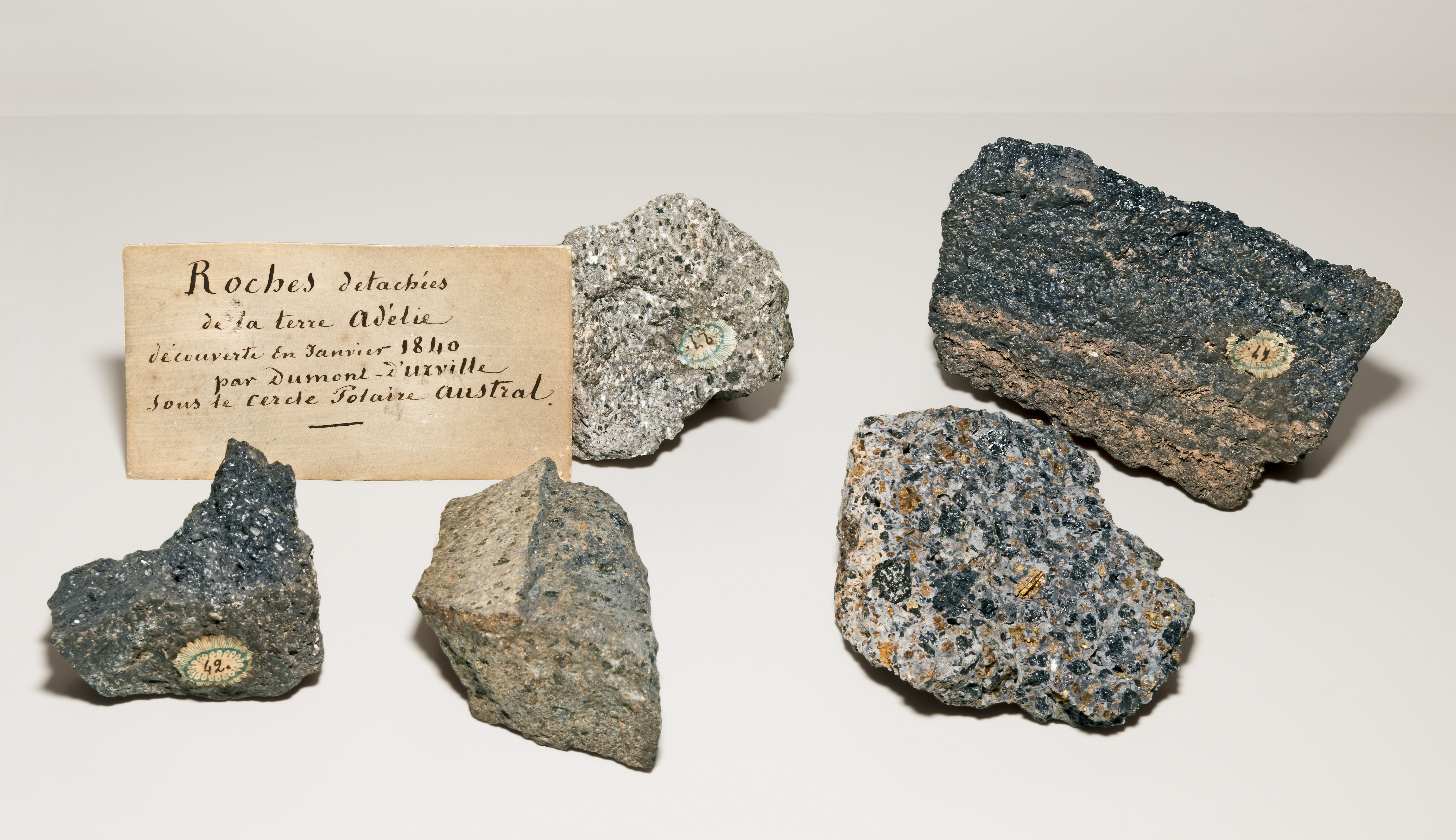
Rocce riportate dalla spedizione nel 1840.

### Scoperta
L'esploratore Jules Dumont d'Urville scopre questa regione nel 1840 e la chiama con il nome della moglie, Adèle.
Con la fine della seconda guerra mondiale, la rilevanza strategica dell'Antartide è divenuta evidente e numerosi paesi si affrettano a creare basi permanenti per irrobustire le proprie rivendicazioni territoriali.
Le missioni polari francesi (guidate da Paul-Émile Victor, da cui il nome) iniziate nel 1947 organizzano tre campagne invernali e due estive nel periodo 1948 - 1953.

### Insediamenti
La prima base francese è stata Port Martin completata il 9 aprile 1950 e situata a 66°49′04″S 141°23′39″E. La abitavano 11 persone nel 1951 e 17 nel 1951. La base venne però distrutta da un incendio la notte tra il 23 e 24 gennaio 1952. Dal 12 gennaio 1956 il territorio è stato costantemente presidiato dalla base Dumont d'Urville (66°40′S 140°01′E), con una popolazione invernale di 33 persone tra scienziati e militari che sale a 78 durante l'estate australe.
La Francia finanziava anche la base Charcot situata nell'entroterra 69°22′S 139°01′E, nel ghiacciaio antartico a 320 km di distanza dalla base Dumont d'Urville (e dalla costa) ad una altezza di 2.400 metri. Costruita in profondità per tenerla al riparo dai forti venti durante l'anno geofisico internazionale del 1957/58, ha operato dal gennaio 1957 al 1960 ospitando non più di tre uomini contemporaneamente.
Durante l'anno 1959 sono iniziate collaborazioni scientifiche internazionali per lo studio della Terra Adelia, in particolare con la Russia e con gli Stati Uniti.
In tempi più recenti si è sviluppata una intensa collaborazione con l'Italia che ha portato alla realizzazione della stazione Concordia nei pressi della Terra Adelia.

## Sovranità
In Antartico la sovranità francese è regolata dai termini del trattato antartico che congela le pretese territoriali e afferma la libertà di ricerca scientifica in tutto il continente.

### Zona Economica Esclusiva
La Francia non ha mai rivendicato esplicitamente zone economiche esclusive in base alla regione di Terra Adelia, tuttavia si riserva il diritto di una eventuale rivendicazione sulla piattaforma continentale antistante la regione, nel mare d'Urville.